# Heteronemia paucispinosus
Heteronemia paucispinosus är en insektsart som först beskrevs av Ludwig Redtenbacher 1908.  Heteronemia paucispinosus ingår i släktet Heteronemia och familjen Heteronemiidae. Inga underarter finns listade i Catalogue of Life.